# Enériz
Enériz (baskijski: Eneritz) – gmina w Hiszpanii, w Nawarze, o powierzchni 9,55 km². W 2011 roku gmina liczyła 368 mieszkańców.